# Vafthrudnir

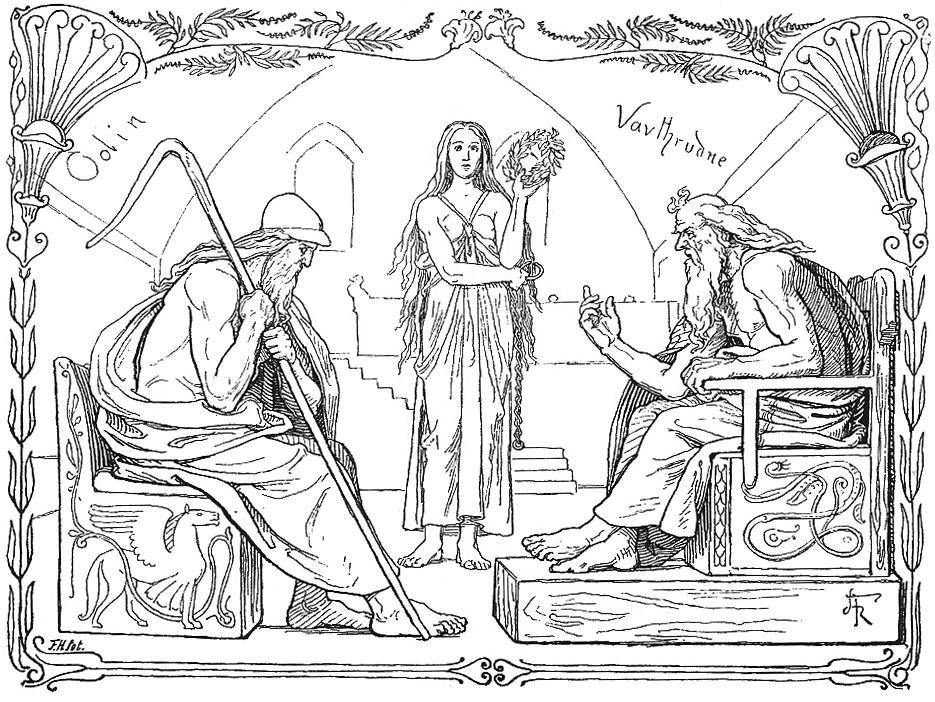
Odin en Vafthrudnir, de vrouw met bloemenkrans is waarschijnlijk Frigg, Vafþrúðnismál, 1895

Vafþrúðnir is een als bijzonder wijs geldende reus in de Noordse mythologie, hij behoort tot de Jötun.
De naam Vafþrúðnir is Oudnoords en betekent "de in het verweven sterke" of "wever van de weefsels van illusie". De uitspraak is ongeveer [ˈvavθruːðnir]. Een gemoderniseerde vorm van de naam is Vafthrudnir.
In het Vafþrúðnismál (Vafthrudnirslied, "het lied van de illusie"), een onderdeel van de Poëtische Edda, is hij de tegenhanger van Odin (Ganrád, "waardevolle raad") bij een weetwedstrijd. Omdat hij daarin het onderspit moet delven bij de Odinsvraag, verliest hij er zijn kop bij aan de Asen.
Vafþrúðnir is waarschijnlijk een literaire schepping om een dialoogpartner voor Odin te hebben.